# The Birth of a Nation (film, 2016)
Pour les articles homonymes, voir The Birth of a Nation et Naissance d'une nation.
Pour plus de détails, voir Fiche technique et Distribution.
The Birth of a Nation (Naissance d'une nation) est un film dramatique historique américain écrit, produit et réalisé par Nate Parker, sorti en 2016.
Le réalisateur-scénariste interprétant l'esclave afro-américain Nat Turner, qui a mené une révolte d'esclaves en 1831, remporte le Grand prix du jury dans la catégorie « U.S. Dramatic Competition » au Festival du film de Sundance 2016.

## Synopsis
Le 21 août 1831, dans le comté de Southampton, en Virginie, l'Afro-américain Nat Turner mène une révolte de Noirs, aussi bien libres qu'esclaves. Soixante Blancs, et encore plus de Noirs, meurent lors de la révolte.

## Fiche technique
- Titre original : The Birth of a Nation
- Réalisation : Nate Parker
- Scénario : Nate Parker, d'après son histoire partagée avec Jean McGianni Celestin
- Direction artistique : Geoffrey Kirkland
- Costumes : Francine Jamison-Tanchuck
- Photographie : Elliot Davis
- Montage : Steven Rosenblum
- Musique : Henry Jackman
- Production : Jason Michael Berman, Aaron L. Gilbert, Preston L. Holmes, Nate Parker et Kevin Turen
- Sociétés de production : Bron Studios, Mandalay Pictures, Phantom Four et Tiny Giant Entertainment
- Sociétés de distribution : Fox Searchlight Pictures (États-Unis) ;
- Budget: 8 500 000 $
- Pays d'origine :  États-Unis
- Langue originale : anglais
- Format : couleur - 35 mm
- Genre : drame historique
- Durée : 110 minutes
- Dates de sortie :
  - États-Unis : 25 janvier 2016 (Festival du film de Sundance) ; 7 octobre 2016 (nationale)
  - France : 1er février 2017 (nationale)
- Interdit aux moins de 12 ans

## Distribution
- Nate Parker (VF : Abd al Malik) : Nat Turner
- Armie Hammer (VF : Mathieu Moreau) : Samuel Turner
- Mark Boone Junior (VF : Jacques Frantz) : le révérend Walthall
- Colman Domingo (VF : Frantz Confiac) : Hark Turner
- Aunjanue Ellis (VF : Mbembo) : Nancy Turner
- Dwight Henry : Isaac Turner
- Aja Naomi King (VF : Astrid Bayiha) : Cherry
- Esther Scott (VF : Joëlle Brover) : Bridget Turner
- Roger Guenveur Smith : Isaiah
- Gabrielle Union : Esther
- Penelope Ann Miller (VF : Claire Guyot) : Elizabeth Turner
- Jackie Earle Haley (VF : Julien Kramer) : Raymond Cobb
- Tony Espinosa : Nat Turner, jeune
- Jayson Warner Smith (VF : Jean-Michel Fête) : Earl Fowler
- Jason Stuart (VF : Pascal Casanova) : Joseph Randall
- Aiden Flowers : John Clarke, jeune
- Griffin Freeman : Samuel Turner, jeune
- Justin M. Smith (VF : Loïc Houdré) : Jethro
- Jeryl Prescott : Janice
- Tom Proctor : E.T. Brantley
- Steve Coulter : le général Childs
- Katie Garfield : Catherine Turner
- Dominic Bogart : Hank Fowler
- Cullen Moss : un homme
- Brad Schmidt : le lieutenant Akers
- Nicole Davis : Angel

## Production

### Tournage
Le tournage commence le 1er mai 2015 à Savannah en Géorgie. Il se déroule sur 27 jours, intégralement en Géorgie

### Musique

#### Original score
La musique originale est composée par Henry Jackman. L'album est commercialisé le 21 octobre 2016.

#### The Birth of a Nation: The Inspired By Album
Atlantic Records a commercialisé l'album The Birth of a Nation: The Inspired by Album qui accompagne la sortie du film. Il s'agit de chansons « inspirées » par le film et interprétées par des rappeurs américains comme Nas, The Game, Gucci Mane, Lil Wayne, etc.
| Liste des titres | Liste des titres                                                  | Liste des titres                                                                 | Liste des titres                                   | Liste des titres | Liste des titres | Liste des titres | Liste des titres | Liste des titres | Liste des titres |
| No               | Titre                                                             | Auteur                                                                           | Compositeurs                                       | Durée            |                  |                  |                  |                  |                  |
| ---------------- | ----------------------------------------------------------------- | -------------------------------------------------------------------------------- | -------------------------------------------------- | ---------------- | ---------------- | ---------------- | ---------------- | ---------------- | ---------------- |
| 1.               | Go Tell ‘Em (Vic Mensa)                                           | Vic Mensa, David Andrew Pramik, Mike Eyal Aljadeff, Brice Fox                    | David Pramik, Michael Jade (add.)                  | 2:59             |                  |                  |                  |                  |                  |
| 2.               | Black Moses (Meek Mill & Pusha T featuring Priscilla Renea)       | Jesse “Corparal” Wilson, Robert Williams, Terrence Thornton, Priscilla Hamilton  | Jesse “Corparal” Wilson                            | 4:03             |                  |                  |                  |                  |                  |
| 3.               | Whip a Chain (2 Chainz)                                           | Wilson, Jason York, Tauheed Epps                                                 | Corparal                                           | 3:21             |                  |                  |                  |                  |                  |
| 4.               | Oh Lord (Gucci Mane & Lil Wayne)                                  | Radric Davis, Dwayne Carter, Wesley Glass                                        | Wheezy                                             | 3:00             |                  |                  |                  |                  |                  |
| 5.               | On My Own (Lecrae & Leon Bridges)                                 | Lecrae, John Mitchell, Breyan Isaac, Danny Majic, Justin Franks                  | DJ Frank E, Danny Majic (add.)                     | 3:33             |                  |                  |                  |                  |                  |
| 6.               | Raise Hell (Sir the Baptist featuring Killer Mike & Churchpeople) | William James Stokes, Jaberi Rayford, Bryan Stovall, Rob L. Woolridge, Jr.,      | Sir the Baptist                                    | 3:41             |                  |                  |                  |                  |                  |
| 7.               | Bloodline (Georgia Ku)                                            | Natalie Hinds, Adam “Royal Z” Waldman, Georgia Ku, Thomas Lumkins, Kelly Lumkins | Royal Z                                            | 4:12             |                  |                  |                  |                  |                  |
| 8.               | Stand (Trey Songz)                                                | Greg Cohen, Henry Jackman, Elliot Stroud Jirou Williams                          | Greg Cohen, Elliot “STROUD” Stroud                 | 3:23             |                  |                  |                  |                  |                  |
| 9.               | Queen (Ne-Yo)                                                     | Shaffer Smith, Wilson, Tearce “Kizzo” Persons                                    | Corparal, Tearce “Kizzo” Persons (add.)            | 3:24             |                  |                  |                  |                  |                  |
| 10.              | Live Forever (Wale & Anthony Hamilton)                            | Olubowale Akintimehn, Z. Young, Phil Ade                                         | DJ Money                                           | 3:25             |                  |                  |                  |                  |                  |
| 11.              | The Icarus (Kamau)                                                | K. Agyeman                                                                       | Kamau Agyeman, Joe Pascoe, Brandon Black, Mo Kheir | 3:25             |                  |                  |                  |                  |                  |
| 12.              | Sins of Our Fathers (The Game & Marsha Ambrosius)                 | Wilson, Jayceon Taylor, Marsha Ambrosius                                         | Corparal                                           | 3:43             |                  |                  |                  |                  |                  |
| 13.              | Firebird (Marko Penn & Janine)                                    | Toby Gad, Titus “Marko Penn” Stubblefield                                        | Toby Gad                                           | 3:49             |                  |                  |                  |                  |                  |
| 14.              | Forward (K. Michelle)                                             | Waldman, Jason “Poo Bear” Boyd, Sam Barsh, Georgia Ku                            | Royal Z                                            | 3:57             |                  |                  |                  |                  |                  |
| 15.              | War (Nas featuring Raye)                                          | Jamil Pierre, Nasir Jones                                                        | Deputy                                             | 3:54             |                  |                  |                  |                  |                  |
| 16.              | Couldn’t Hear Nobody Pray (Wiley College Choir)                   |                                                                                  |                                                    | 5:17             |                  |                  |                  |                  |                  |
| 59:17            |                                                                   |                                                                                  |                                                    |                  |                  |                  |                  |                  |                  |

Le negro spiritual Swing Low, Sweet Chariot, est chanté par des esclaves lors d'une scène.

## Accueil

### Festivals et sorties
Le film est présenté au Festival du film de Sundance en janvier 2016 et, en plus de remporter les deux plus prestigieuses récompenses, pour les fictions (Grand prix du jury et prix du public), il est acheté par Fox Searchlight pour 17,5 millions de dollars, un record pour Sundance et le cinéma indépendant américain.
Le film est considéré, dès janvier 2016, comme l'un des favoris des Oscars 2017 (et de la saison des récompenses qui précède la cérémonie),, bien que plusieurs polémiques aient lieu en cours de route, avant la présentation déterminante du film au Festival international du film de Toronto 2016, risquant d'abimer la réputation du film : un poster provocant, montrant Nate Parker pendu avec le drapeau américain tenant lieu de corde, mais surtout un cas d'abus sexuel du réalisateur en 1999,, pour lequel il a pourtant été acquitté, et des propos homophobes qui ressurgissent. Cependant, des compagnons de faculté et des militants noirs montent au créneau pour le défendre, reposant la vieille question «Qu'est-ce qui vous dérange, le messager ou son message ? ».
Lors de la sortie limitée du film aux États-Unis, la critique apprécie bien le long-métrage même si les avis ne sont pas autant dithyrambiques qu'attendu. Au niveau commercial, le film réalise un score décevant, ce qui compromet fortement sa cote de popularité pour les récompenses (qui généralement ne priment pas les échecs commerciaux),,. Le film n'obtient aucune récompense ni nomination aux Oscars , aux Golden Globes, aux Césars ou aux British Academy Film Awards 2017.

### Accueil critique
The Birth of a Nation obtient un accueil critique favorable aux États-Unis, recueillant 72 % d'opinions favorables sur le site Rotten Tomatoes, pour 265 critiques collectées et une moyenne de 6,7/10. Le site Metacritic lui attribue un score de 69/100, pour 50 critiques collectées. 
Le long-métrage est plus fraîchement accueilli en France où il recueille une moyenne de 2,7/5 sur le site AlloCiné pour 30 critiques de presse collectées.

### Box office
Le film engrange 7 004 254 $ de recettes lors de son premier week-end d'exploitation aux États-Unis. Ses recettes totales dans le pays s'élèveront à 15 861 566 $ et à 16 779 212 $ au niveau mondial.
Sorti en France le 11 janvier 2017, The Birth of a Nation enregistre 59 104 entrées lors de sa semaine de démarrage et 94 088 entrées en fin d'exploitation en salles.

## Distinctions

### Récompenses
- Festival du film de Sundance 2016  : sélection « U.S. Dramatic Competition »
  - Grand prix du jury
  - Prix du public

## Autour du film
- Le titre The Birth Of a Nation fait référence au film homonyme et ouvertement raciste de 1915.